# Радёй
Радёй (норв. Radøy) — коммуна в губернии Хордаланн в Норвегии. Административный центр коммуны — город Мангер. Официальный язык коммуны — нюнорск. Население коммуны на 2007 год составляло 4794 чел. Площадь коммуны Радёй — 111,83 км², код-идентификатор — 1260.

## История населения коммуны
Население коммуны за последние 60 лет.

Статистика коммуны Радёй